# 토르간 아자르
토르간 가나엘 프랑시스 아자르(프랑스어: Thorgan Ganael Francis Hazard, 1993년 3월 29일 ~ )는 벨기에 프로 리그의 구단 안데를레흐트에서 공격형 미드필더, 윙어로 활약하고 있는 벨기에의 축구 선수이다. 그의 형 에덴 아자르와 동생 킬리앙 아자르 역시 축구 선수이며, 2012년 7월 24일 형 에당을 따라 첼시로 이적했으나 출전 기회를 잡지 못했으며 2014년 7월 5일 묀헨글라트바흐 임대 후 2015년 묀헨글라트바흐로 완전 이적했다.
2013년 5월 16일 미국과의 친선 경기에서 당시 첼시 팀 동료였던 로멜루 루카쿠와 교체되면서 벨기에 축구 국가대표팀 데뷔전을 치렀다. 2014년 FIFA 월드컵을 앞두고 벨기에 축구 국가대표팀 예비 명단에 발탁되었으나, 끝내 발탁되지 못했다.

## 클럽 경력

### 렌스
토르간 아자르는 5살 때 고향 클럽 로얄 스타드 브레이노이스에서 축구 경력을 시작했다. 이 클럽에서 5년을 보낸 토르간 아자르는 형제 에덴 아자르를 따라 Tubize로 이적했다. 14세 때 그가 로컬 토너먼트에서 뛸 때 프랑스 클럽 랭스가 발견했다. 그의 형제가 릴로 이적한 것과 비슷하게, 그의 부모는 프랑스의 훈련 시설이 더 좋을 것이라는 기대로 랭스의 제안을 받아들였다. 그는 동료 벨기에 선수와 미래의 첼시 팀 동료 인 찰리 무 본다를 만났다. 아자르의 아버지는 토르간이 프랑스 북부의 클럽에 합류하는 것이 최선의 해결책이라고 말했다. "그들은 집에 너무 가까이 있으며 동시에 성장할 수 있는 구조물에 통합되었고, 유감스럽게도, 유감스럽게도 청소년 훈련을 위해서는 약간 비어 있습니다."라고 말하였다. 클럽의 청소년 아카데미에서 토르간 아자르는 조프루아 콘도그비아와 라파엘 바란 등 선수들과 함께 랭스 16세 이하 팀에서 뛰었다.